# ولادیسلاو دروزچنکو
ولادیسلاو دروزچنکو (انگلیسی: Vladislav Druzchenko؛ زادهٔ ۱۶ ژانویهٔ ۱۹۷۳) بدمینتون‌باز اهل اوکراین است. وی همچنین از بدمینتون‌بازان بازی‌های المپیک تابستانی ۱۹۹۶ بوده است و در دوره‌های ۲۰۰۰ و ۲۰۰۸ نیز حضور داشت.